# Jeremy Taylor (piragüista)
Jeremy Taylor es un deportista británico que compitió en piragüismo en la modalidad de eslalon. Ganó una medalla de bronce en el Campeonato Mundial de Piragüismo en Eslalon de 1983, en la prueba de C1 por equipos.

## Palmarés internacional
| Campeonato Mundial | Campeonato Mundial | Campeonato Mundial | Campeonato Mundial |
| Año                | Lugar              | Medalla            | Competición        |
| ------------------ | ------------------ | ------------------ | ------------------ |
| 1983               | Merano (Italia)    | Medalla de bronce  | C1 por equipos     |